# Semanín
Semanín är en ort i Tjeckien.   Den ligger i regionen Pardubice, i den östra delen av landet, 150 km öster om huvudstaden Prag. Semanín ligger 422 meter över havet och antalet invånare är 557.
Terrängen runt Semanín är kuperad österut, men västerut är den platt. Runt Semanín är det ganska glesbefolkat, med 38 invånare per kvadratkilometer. Närmaste större samhälle är Česká Třebová, 3,9 km norr om Semanín. I omgivningarna runt Semanín växer i huvudsak blandskog.